# Boris Parîghin
Boris Dmitrievici Parîghin (în rusă Бори́с Дми́триевич Пары́гин; n. 19 iunie 1930, Leningrad, RSFS Rusă, URSS – d. 9 aprilie 2012, Sankt Petersburg, Rusia) a fost un filosof și psiholog sovietic și rus, fondatorul științei psihologie socială. A fost doctor în filozofie și profesor, specialist în domeniul problemelor filozofice și sociologice ale psihologiei sociale - istoria, metodologia, teoria și praxiologia acesteia.